# Guadalajara Open WTA 2022 - Qualificazioni singolare
Le qualificazioni del singolare del Guadalajara Open WTA 2022 sono state un torneo di tennis preliminare per accedere alla fase finale della manifestazione svolte il 15 e 16 ottobre 2022. Le vincitrici dell'ultimo turno sono entrate di diritto nel tabellone principale. In caso di ritiro di una o più giocatrici aventi diritto a queste sono subentrati le lucky loser, ossia le giocatrici che hanno perso nell'ultimo turno ma che avevano una classifica più alta rispetto alle altre partecipanti che avevano comunque perso nel turno finale.

## Teste di serie
1. Linda Fruhvirtová (qualificata)
2. Rebecca Marino (qualificata)
3. Lauren Davis (qualificata)
4. Julia Grabher (primo turno)
5. Elisabetta Cocciaretto (qualificata)
6. Laura Pigossi (ultimo turno, lucky loser)
7. Alycia Parks (primo turno)
8. Magdalena Fręch (qualificata)

1. Elizabeth Mandlik (primo turno)
2. Elina Avanesjan (ultimo turno, lucky loser)
3. Nao Hibino (ultimo turno, lucky loser)
4. Coco Vandeweghe (ultimo turno, ritirata)
5. Gabriela Lee (primo turno)
6. Anna-Lena Friedsam (primo turno)
7. María Carlé (primo turno)
8. Carolina Alves (ultimo turno)

## Qualificate
1. Linda Fruhvirtová
2. Rebecca Marino
3. Lauren Davis
4. Kayla Day

1. Elisabetta Cocciaretto
2. Asia Muhammad
3. Caroline Dolehide
4. Magdalena Fręch

### Lucky loser
1. Elina Avanesjan
2. Laura Pigossi

1. Nao Hibino

## Tabellone

### Sezione 1
|  | Primo turno | Primo turno                   | Primo turno                   | Primo turno | Primo turno |  |  | Ultimo turno | Ultimo turno      | Ultimo turno      | Ultimo turno | Ultimo turno |  |
|  |             |                               |                               |             |             |  |  |              |                   |                   |              |              |  |
|  | 1           | Linda Fruhvirtová             | Linda Fruhvirtová             | 6           | 6           |  |  |              |                   |                   |              |              |  |
|  |             | Nadiia Kičenok                | Nadiia Kičenok                | 1           | 1           |  |  | 1            | Linda Fruhvirtová | Linda Fruhvirtová | 7            | 6            |  |
|  | WC          | Lya Isabel Fernández Olivares | Lya Isabel Fernández Olivares | 1           | 3           |  |  | 10           | Elina Avanesjan   | Elina Avanesjan   | 5            | 2            |  |
|  | 10          | Elina Avanesjan               | Elina Avanesjan               | 6           | 6           |  |  |              |                   |                   |              |              |  |

### Sezione 2
|  | Primo turno | Primo turno    | Primo turno    | Primo turno | Primo turno |  |  | Ultimo turno | Ultimo turno   | Ultimo turno | Ultimo turno | Ultimo turno |  |
|  |             |                |                |             |             |  |  |              |                |              |              |              |  |
|  | 2           | Rebecca Marino | 2              | 6           | 6           |  |  |              |                |              |              |              |  |
|  |             | Sachia Vickery | 6              | 2           | 1           |  |  | 2            | Rebecca Marino | 7            | 2            | 6            |  |
|  |             | Elvina Kalieva | Elvina Kalieva | 6           | 6           |  |  |              | Elvina Kalieva | 5            | 6            | 3            |  |
|  | 15          | María Carlé    | María Carlé    | 2           | 1           |  |  |              |                |              |              |              |  |

### Sezione 3
|  | Primo turno | Primo turno           | Primo turno           | Primo turno | Primo turno |  |  | Ultimo turno | Ultimo turno | Ultimo turno | Ultimo turno | Ultimo turno |  |
|  |             |                       |                       |             |             |  |  |              |              |              |              |              |  |
|  | 3           | Lauren Davis          | Lauren Davis          | 6           | 6           |  |  |              |              |              |              |              |  |
|  | PR          | Bethanie Mattek-Sands | Bethanie Mattek-Sands | 2           | 4           |  |  | 3            | Lauren Davis | Lauren Davis | 6            | 6            |  |
|  |             | Eri Hozumi            | Eri Hozumi            | 5           | 3           |  |  | 11           | Nao Hibino   | Nao Hibino   | 4            | 1            |  |
|  | 11          | Nao Hibino            | Nao Hibino            | 7           | 6           |  |  |              |              |              |              |              |  |

### Sezione 4
|  | Primo turno | Primo turno     | Primo turno     | Primo turno | Primo turno |  |  | Ultimo turno | Ultimo turno    | Ultimo turno | Ultimo turno | Ultimo turno |  |
|  |             |                 |                 |             |             |  |  |              |                 |              |              |              |  |
|  | 4           | Julia Grabher   | 2               | 6           | 4           |  |  |              |                 |              |              |              |  |
|  |             | Kayla Day       | 6               | 4           | 6           |  |  |              | Kayla Day       | 5            | 7            | 4            |  |
|  |             | Jaimee Fourlis  | Jaimee Fourlis  | 2           | 4           |  |  | 12           | Coco Vandeweghe | 7            | 5            | 2r           |  |
|  | 12          | Coco Vandeweghe | Coco Vandeweghe | 6           | 6           |  |  |              |                 |              |              |              |  |

### Sezione 5
|  | Primo turno | Primo turno            | Primo turno            | Primo turno | Primo turno |  |  | Ultimo turno | Ultimo turno           | Ultimo turno           | Ultimo turno | Ultimo turno |  |
|  |             |                        |                        |             |             |  |  |              |                        |                        |              |              |  |
|  | 5           | Elisabetta Cocciaretto | Elisabetta Cocciaretto | 6           | 6           |  |  |              |                        |                        |              |              |  |
|  |             | Carol Zhao             | Carol Zhao             | 3           | 1           |  |  | 5            | Elisabetta Cocciaretto | Elisabetta Cocciaretto | 6            | 6            |  |
|  |             | Renata Zarazúa         | Renata Zarazúa         | 6           | 6           |  |  |              | Renata Zarazúa         | Renata Zarazúa         | 4            | 4            |  |
|  | 13          | Gabriela Lee           | Gabriela Lee           | 4           | 4           |  |  |              |                        |                        |              |              |  |

### Sezione 6
|  | Primo turno | Primo turno       | Primo turno       | Primo turno | Primo turno |  |  | Ultimo turno | Ultimo turno  | Ultimo turno  | Ultimo turno | Ultimo turno |  |
|  |             |                   |                   |             |             |  |  |              |               |               |              |              |  |
|  | 6           | Laura Pigossi     | Laura Pigossi     | 6           | 7           |  |  |              |               |               |              |              |  |
|  | PR          | Varvara Flink     | Varvara Flink     | 3           | 68          |  |  | 6            | Laura Pigossi | Laura Pigossi | 2            | 4            |  |
|  |             | Asia Muhammad     | Asia Muhammad     | 7           | 6           |  |  |              | Asia Muhammad | Asia Muhammad | 6            | 6            |  |
|  | 9           | Elizabeth Mandlik | Elizabeth Mandlik | 5           | 2           |  |  |              |               |               |              |              |  |

### Sezione 7
|  | Primo turno | Primo turno       | Primo turno    | Primo turno | Primo turno |  |  | Ultimo turno | Ultimo turno      | Ultimo turno      | Ultimo turno | Ultimo turno |  |
|  |             |                   |                |             |             |  |  |              |                   |                   |              |              |  |
|  | 7           | Alycia Parks      | 4              | 6           | 4           |  |  |              |                   |                   |              |              |  |
|  |             | Caroline Dolehide | 6              | 3           | 6           |  |  |              | Caroline Dolehide | Caroline Dolehide | 6            | 6            |  |
|  |             | Ulrikke Eikeri    | Ulrikke Eikeri | 2           | 3           |  |  | 16           | Carolina Alves    | Carolina Alves    | 4            | 2            |  |
|  | 16          | Carolina Alves    | Carolina Alves | 6           | 6           |  |  |              |                   |                   |              |              |  |

### Sezione 8
|  | Primo turno | Primo turno        | Primo turno     | Primo turno | Primo turno |  |  | Ultimo turno | Ultimo turno    | Ultimo turno    | Ultimo turno | Ultimo turno |  |
|  |             |                    |                 |             |             |  |  |              |                 |                 |              |              |  |
|  | 8           | Magdalena Fręch    | Magdalena Fręch | 7           | 6           |  |  |              |                 |                 |              |              |  |
|  |             | Anna Danilina      | Anna Danilina   | 5           | 3           |  |  | 8            | Magdalena Fręch | Magdalena Fręch | 6            | 6            |  |
|  |             | Danielle Lao       | 3               | 6           | 6           |  |  |              | Danielle Lao    | Danielle Lao    | 4            | 2            |  |
|  | 14          | Anna-Lena Friedsam | 6               | 4           | 3           |  |  |              |                 |                 |              |              |  |